# Carex stricta
Espèce
Classification APG III (2009)
Carex stricta (aussi appelé carex très étroit) est une espèce de plantes du genre Carex et de la famille des Cyperaceae.
Elle est originaire d'Amérique du Nord.
Synonyme
- Carex strictior Dewey ex Alph.Wood

## Remarque
Carex stricta Lam. ne doit pas être confondu avec Carex stricta Gooden., nom illégitime synonyme de Carex elata subsp. elata All.